# Palazzo del Cinema di Venezia
Il palazzo del Cinema è il luogo che ospita la Mostra del cinema di Venezia ed attività congressuali, ubicato al Lido di Venezia.

## Storia

### La costruzione
La prima mostra del cinema si tenne sulla terrazza dell'Hotel Excelsior il 6 agosto 1932, ma con il successo crescente, divenne necessario edificare una sede propria e di prestigio; questo avvenne tra il 1936 e il 1937, su progetto dell'ingegnere Luigi Quagliata, fedele ai dettami del modernismo. Nella stessa zona venne costruito il Casinò, su progetto dell'ingegnere capo del Comune, Eugenio Miozzi, che curò anche l'assetto dell'intera area dove sorgeva il forte austriaco delle Quattro Fontane. Il piano urbanistico prevedeva la costruzione simmetrica di tre edifici in stile razionalista, con il Casinò al centro, il palazzo del cinema a sinistra e un terzo edificio speculare a destra, destinato ad ospitare un campo di pattinaggio su ghiaccio, che non venne realizzato a causa del sopraggiungere della seconda guerra mondiale.
L'opera venne a costare cinque milioni di lire ed era stata realizzata con un sistema di finanziamento composito: un contributo di 200.000 lire per quattordici anni venne concesso dal Ministero della cultura popolare, 100.000 lire annuali per tredici anni furono elargite dal 
Comune mentre la parte restante fu finanziata dalla Compagnia Italiana Grandi Alberghi.
Il Palazzo del cinema, inaugurato il 10 agosto 1937 per la quinta edizione della Mostra, era allora composto da una semplice hall e da una sala cinematografica da mille posti (l'attuale Sala Grande).
Nel 1945 il Palazzo del Cinema fu requisito dagli Alleati, insieme al Casinò e a vari alberghi del Lido, e utilizzato come "Allied Theatre" per le truppe inglesi e statunitensi.
Successivamente, in seguito al continuo successo del festival, si rese necessario l'ampliamento dell'edificio, che venne affidato allo stesso Quagliata nel 1952. Il progetto complessivo prevedeva l'ampliamento della Sala Grande, un'arena scoperta, altre sale cinematografiche, uffici e servizi;  di questo ambizioso progetto, per carenza di fondi furono realizzati solo l'avancorpo verso il mare e l'arena scoperta alle spalle del palazzo.

### 1991: il progetto di Rafael Moneo
Le strutture risultavano insufficienti di fronte al crescente numero di spettatori e, a causa delle carenze tecnico-funzionali e della scarsa flessibilità dell'edificio storico, nel 1989 venne indetto un concorso a inviti per la progettazione di un nuovo palazzo del Cinema. Il bando prevedeva la demolizione del vecchio palazzo, ad eccezione della Sala Grande. Nel 1991, in occasione della XX Mostra internazionale di architettura di Venezia venne scelto il progetto dell'architetto spagnolo Rafael Moneo, però in seguito l'edificio venne ritenuto troppo costoso ed il Comune di Venezia abbandonò l'idea, il progetto quindi non venne mai realizzato ed il suo sviluppo si fermò solo alla fase di concorso.

### Anni '90: i lavori di ampliamento
La necessità di nuovi spazi e di ammodernamento dell'esistente portò alla decisione di realizzare una serie lavori di adeguamento del palazzo del Cinema (nel 1995) e di costruire delle strutture temporanee per potere accogliere più spettatori, grazie a fondi sia pubblici che e privati. Vennero realizzati: nel 1991 il Palagalileo (nome derivato dalle Industrie Ottiche Galileo che finanziarono la sua costruzione, oggi Sala Darsena) sul sito della vecchia arena scoperta retrostante il Palazzo. A partire dal 1999, venne concesso in uso il Casinò colla sua sala teatrale interna chiamata Sala Perla (450 posti) e con altri spazi per proiezioni e conferenze stampa.
A questi spazi stabili vengono affiancate strutture temporanee durante i giorni della Mostra del Cinema:
- dal 1999 il PalaBiennale (per alcuni anni chiamato PalaBNL, dal nome dello sponsor dell'epoca), una tensostruttura da 1.760 posti che viene eretta ogni anno sul campo da rugby delle Quattro Fontane[4]
- dal 2016 la Sala Giardino da 446 posti, nel piazzale antistante il palazzo del Casinò[5]
- la Sala Corinto (inizialmente un'arena all'aperto chiamata PalaLido) allestita al centro di un pattinodromo[6]

### 2005: il progetto di 5+1AA & Rudy Ricciotti
La necessità di nuovi spazi e la volontà di riorganizzare l'intera area ha portato la Fondazione Biennale di Venezia a bandire nel 2004 un concorso di progettazione per un nuovo Palazzo del Cinema e per la sistemazione delle aree limitrofe. Il 26 maggio 2005 la Biennale di Venezia ha annunciato che il progetto vincitore era quello presentato dallo studio italiano "5+1AA Alfonso Femia Gianluca Peluffo", in collaborazione con l'architetto francese Rudy Ricciotti.
Il 28 agosto 2008 venne posta la prima pietra del nuovo palazzo del Cinema: l'opera sarebbe dovuta rientrare tra quelle realizzate in occasione del 150º anniversario dell'Unità d'Italia (2011). Erano state progettate quattro sale cinematografiche: una in superficie, denominata "Il Sasso", e altre tre sotterranee. Per la costruzione venne nominato dal Presidente del Consiglio un commissario straordinario per le grandi opere e, superando ogni vincolo, vennero abbattuti 132 alberi: la pineta del piazzale (pini marittimi domestici), parte del giardino del Casinò (protetto) ed un filare di lecci del lungomare.
La sovvenzione di tali opere era legata ad una complessa operazione di vendita dell'area del dismesso Ospedale al Mare del Lido al Comune e di rivendita dello stesso ai privati, la quale alla fine avrebbe dovuto presentare un utile che avrebbe dovuto sovvenzionare l'opera. Il fallimento nel completamento dell'operazione ed il ritrovamento di amianto nel sottosuolo hanno fatto sì che la ditta costruttrice restituisse le chiavi del cantiere, con una lunga sosta conclusasi solo nel 2017, con la ristrutturazione di tutta l'area antistante il Casinò, il ripristino parziale della pineta e la creazione di una piazza.

## Descrizione

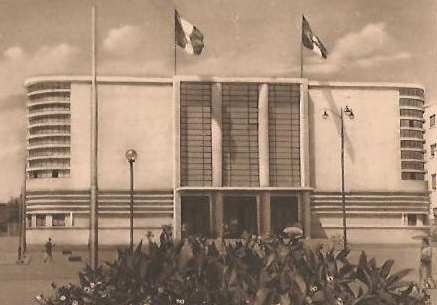
Il Palazzo del Cinema nella sua forma originale

Il palazzo, inaugurato il 10 agosto 1937 in occasione della quinta edizione della Mostra, presentava una facciata monumentale fronte mare tripartita, con lesene verticali nella zona centrale e con gli angoli dell'edificio arrotondati, sintesi di modelli architettonici razionalisti. Il suo interno era composto da una hall e tre sale cinematografiche: la Sala Grande con oltre 1 000 posti e, nel piano seminterrato, le sale Zorzi (48 posti) e Pasinetti (119 posti).
A seguito della crescente fama ed importanza della Mostra, che all'inizio degli anni '50 già registrava un’affluenza di più di centomila spettatori, fu necessario un ampliamento del Palazzo, anche per reggere il confronto con i nuovi festival del cinema di Cannes (1946) e Berlino (1951). Nel 1952 fu aggiunto un avancorpo, progettato da Quagliata in collaborazione con l'arch. Angelo Scattolin, che coprì il fronte originale creando un foyer con due scaloni curvilinei che portano ad un ballatoio e alla zona degli uffici. Il foyer fu  successivamente ridotto con la realizzazione della Sala Volpi e di altri spazi di servizio. Tra il 2012 e il 2015 sono stati realizzati interventi di riqualificazione delle sale e di ampliamento dell'ingresso, riportato alle dimensioni originarie con la demolizione della Sala Volpi.